# Protonemura brittaini
Protonemura brittaini är en bäcksländeart som beskrevs av Vinçon och C. Ravizza 1999. Protonemura brittaini ingår i släktet Protonemura och familjen kryssbäcksländor. Inga underarter finns listade i Catalogue of Life.